# 泰谢拉斯
泰谢拉斯是巴西米纳斯吉拉斯州的一个市镇。总面积166.519平方公里，总人口11665人，人口密度70.1人/平方公里。